# Шхерний флот
Шхерний флот (швед. Skärgårdsflotta; офіційна назва — Армійський флот (швед. Arméns flotta); також галерний флот, гребний флот) — формування шведських військово-морських сил, яке існувало в 1756—1823 роках: об'єднання бойових і допоміжних суден, основним рушієм яких були весла.
Призначався для дій у районах шхер. До складу гребного флоту входили як традиційні гребні кораблі поширених у Середземномор'ї зразків, таких як галери та скампавеї, так і кілька типів спеціально спроектованих гребних кораблів з бортовими батареями (удема та турума, об'єднувалися під назвою «шхерні фрегати»). Всі ці кораблі мали невелику осадку, аби діяти на прибережному мілководді.
Флотилії військових гребних суден, аналогічні шведському шхерному флоту, існували у збройних силах  Російської імперії.

## Історія

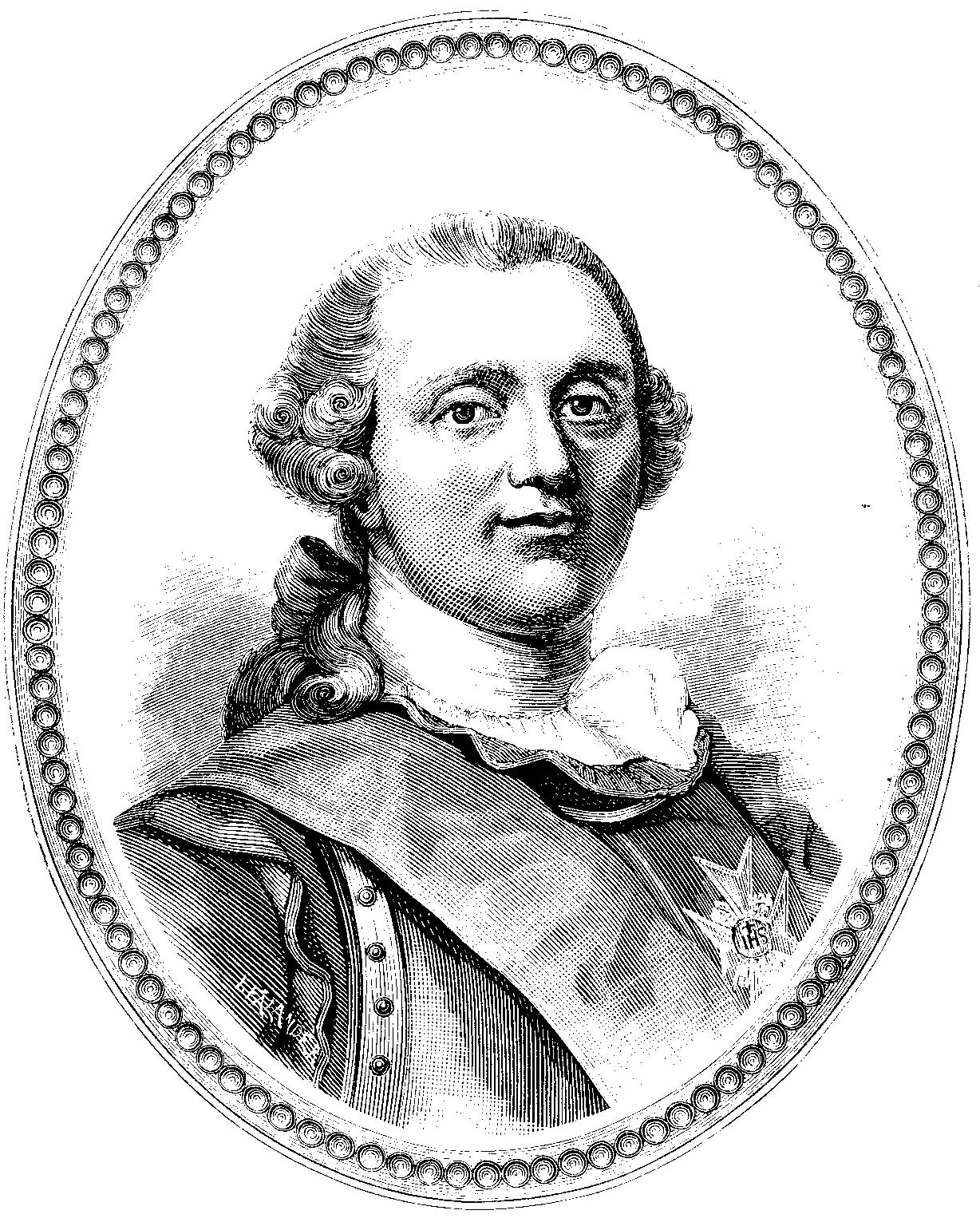
Августин Еренсверд — командувач шхерним флотом у 1756—1766 і 1770—1772

Після Ништадтського миру 1721 року шведське вище командування усвідомило потребу в швидкохідному і маневреному морському з'єднані, здатного діяти в прибережних водах. Першою була створена ескадра з базуванням у Стокгольмі. Однак Російсько-шведська війна (1741—1743) довела, що це з'єднання не мало достатньої чисельності для протистояння з Росією. Було заплановано створення офіційного армійського флоту; зразками для кораблів послужили середземноморські галери і шебеки. Це були швидкохідні небезпечні кораблі, використовувані берберськими піратами біля узбережжя Північної Африки. Шведські галери були дещо модернізовані і зменшені в розмірах.
Шхерний флот був виділений з флоту відкритого моря (швед. örlogsflottanörlogsflottan) і адміралтейства, які перебувають у Карлскруне, і 18 жовтня 1756 року він був заснований як з'єднання під командуванням армії. У 1756 році шхерний флот складався з двох формувань — Стокгольмської ескадри і Фінської ескадри. Командувачем флотом був призначений генерал Августин Еренсверд.
Шхерний флот спочатку застосувався цілком успішно. Впродовж Семирічної війни нові галери за підтримки важкоозброєних прамів здобули перемогу над Пруссією в затоці Фрішес Хафф (нині Калінінград затока), але малий радіус дії обмежував їх застосування. Тільки завдяки застосуванню абордажу битва виявилася переможною. Інженер-суднобудівник Фредрік Хенрік аф Чапман (швед. Fredrik Henrik af ChapmanFredrik Henrik af Chapman), що прийшов на службу у військово-морський флот в 1757 році, отримав завдання створити новий тип кораблів, який би найкраще відповідав потребам шхерного флоту. У 1760 році за пропозицією Эренсверда шхерний флот отримав самостійний статус і був перейменований в Армійський флот або Об'єднаний шхерний флот.
У 1766 році правляча фракція «ковпаків» в шведському парламенті провела рішення про возз'єднання шхерного флоту з військово-морськими силами. Однак це рішення було частково переглянуто після повернення до влади в 1770 році фракції «капелюхів». Фінську ескадру повернули армії, в той час як Стокгольмська ескадра залишилася під командуванням флоту, але була перейменована в «галерний флот» (швед. galärflottangalärflottan). 14 листопада того ж року обидва з'єднання були знову об'єднані і в 1777 році перейменовано у армійський флот (швед. arméns flottaarméns flotta).
Головні штаб-квартири шхерного флоту знаходилися в Стокгольмі і Свеаборзі, менші бази створювалися час від часу в різних місцях. Бохуська ескадра була сформована в Гетеборзі в 1789 році, додаткова Фінська ескадра — в Або в 1793 році. Померанска ескадра створена в Штральзунді і переміщена в Ландскруну в 1807 році. Надалі з'являлися менші з'єднання в Мальме, Рістіні та Варкаус.
Впродовж Російсько-шведської війни 1788—1790) шведський флот відкритого моря загалом дорівнював якісно і часто переважав за чисельністю і розміром кораблів російський флот. Він не зміг здобути вирішальної перемоги, необхідної для того, щоб залишити Санкт-Петербург відкритим для вторгнення, і боровся всю війну, несучи помірні втрати і маючи в кращому випадку тактичні успіхи. Шхерний флот на початковому етапі був кілька потіснений, включаючи тактичну поразку від російського галерного флоту в першій Роченсальмській битві в серпні 1789 року, але досяг успіху у другому Роченсальмскій битві 9 липня 1790 року. Досвід війни з Росією показав, що важкі шхерні фрегати були недостатньо мобільні і могли бути застосовані тільки в прибережних операціях, в той час як суду меншого водотоннажності виявилися більш ефективними.
Шхерний флот брав активну участь у Російсько-шведській війні (1808—1809), але без особливого успіху. Росія атакувала шведські сили у Фінляндії взимку, коли крига зробила участь військово-морських сил у бойових діях неможливою. Свеаборг, наріжний камінь в обороні Фінляндії, був втрачений на ранньому етапі разом з більшою частиною Фінської ескадри. Війна закінчилася мирним договором, за яким Швеція відмовилась від прав на Фінляндію.
На завершальному етапі Наполеонівських війн Швеція вступила в союз з Великою Британією проти Франції і брала участь у боях у континентальній Європі в 1813 році. Шхерний флот застосовувався у 1814 році в короткій війні з Норвегією для завоювання стратегічних фортець і укріплених пунктів і для примусу Норвегії до унії з Швецією у протистоянні з її головним противником — Данією. Це була остання війна, в якій активно брала участь Швеція.

У 1823 році шхерний флот був знову об'єднаний з військово-морським флотом і пережив короткий період «відродження» між 1866 та 1873 роками в якості складової частини берегової артилерії.
| |
| Шведська галера середини XVIII століття. Сучасна реконструкція. Військово-морський музей, Стокгольм |

| |
| Турума «Лудбрук» (швед. Lodbrok; 1771). Сучасна реконструкція. Військово-морський музей, Стокгольм |

| |
| Друге Роченсальмское битва (липень 1790) — найбільша військово-морська битва Швеції з участю шхерного флоту |

|                                                                                              |
| Битва при Ратане (серпень 1809) — одна з останніх у ході Російсько-шведської війни 1808—1809 |